# Флаг Богородского (Москва)
Флаг внутригородского муниципального образования Богоро́дское в Восточном административном округе города Москвы Российской Федерации.
Флаг утверждён 13 апреля 2004 года и является официальным символом муниципального образования Богородское.

## Описание
«Флаг муниципального образования Богородское представляет собой двустороннее, прямоугольное полотнище с соотношением сторон 2:3.
В голубом полотнище помещено прилегающее к его нижнему краю изображение белого, куполообразно-выгнутого стропила, габаритные размеры которого составляют 3/4 длины и 7/16 ширины полотнища.
Над изображением стропила помещено изображение жёлтой геральдической розы, габаритные размеры которого составляют 3/10 длины и 7/16 ширины полотнища. Центр изображения равноудалён от боковых краёв полотнища и находится на расстоянии 5/16 ширины полотнища от его верхнего края».

## Обоснование символики
Золотая роза, являясь геральдическим символом Девы Марии (Богородицы), символизирует древнее название поселения XIV—XV веках, располагавшегося на месте муниципального образования. По одной из версий, это название отождествлялось с сельцом Богородским, упомянутым в 1443 году в завещании княжны Елены Ольгердовны, вдовы князя Серпуховского и Боровского Владимира Андреевича Храброго.
Серебряное стропило символизирует находящийся на территории муниципального образования памятник московской архитектуры — церковь Спаса Преображения.